# Paolo Emilio Bergamaschi
Paolo Emilio Bergamaschi (Pontecorvo, 15 febbraio 1843 – Troia, 10 febbraio 1925) è stato un arcivescovo cattolico italiano.

## Biografia
Il 12 giugno 1893 fu nominato vescovo di Terracina, Priverno e Sezze.
Il 19 giugno 1899 fu nominato vescovo di Troia.
Nel corso del ministero episcopale abbellì con sculture di Nicola Fiore il palazzo vescovile e completò a proprie spese la dotazione delle monumentali campane in bronzo della cattedrale.
Il 26 luglio 1910 rassegnò le dimissioni e contestualmente venne promosso arcivescovo titolare di Areopoli.

## Genealogia episcopale
La genealogia episcopale è:
- Cardinale Scipione Rebiba
- Cardinale Giulio Antonio Santori
- Cardinale Girolamo Bernerio, O.P.
- Arcivescovo Galeazzo Sanvitale
- Cardinale Ludovico Ludovisi
- Cardinale Luigi Caetani
- Cardinale Ulderico Carpegna
- Cardinale Paluzzo Paluzzi Altieri degli Albertoni
- Papa Benedetto XIII
- Papa Benedetto XIV
- Cardinale Enrico Enriquez
- Arcivescovo Manuel Quintano Bonifaz
- Cardinale Buenaventura Córdoba Espinosa de la Cerda
- Cardinale Giuseppe Maria Doria Pamphilj
- Papa Pio VIII
- Papa Pio IX
- Cardinale Alessandro Franchi
- Cardinale Gaetano Aloisi Masella
- Arcivescovo Paolo Emilio Bergamaschi